# UFC 86
UFC 86: Jackson vs. Griffin foi um evento de artes marciais mistas promovido pelo Ultimate Fighting Championship, ocorrido em  5 de julho de 2008, no Mandalay Bay Events Center em Paradise, Nevada.

## Background
Teve como luta principal a disputa pelo Cinturão Meio Pesado do UFC entre Quinton Jackson e Forrest Griffin, que eram os treinadores do The Ultimate Fighter: Team Rampage vs. Team Forrest.
Haveria uma luta de pesos pesados entre Frank Mir e Justin McCully que foi cancelada devido a assinatura de Mir para a próxima edição do The Ultimate Fighter que terá Mir e o campeão interino da categoria Antônio Rodrigo Nogueira que se vão se enfrentar para a disputa do cinturão.

## Resultados
Nota 1 Pelo Cinturão Meio-Pesado do UFC.

## Bônus da Noite
- Luta da Noite:  Quinton Jackson vs.  Forrest Griffin
- Nocaute da Noite:  Melvin Guillard
- Finalização da Noite:  Cole Miller

## Ligações Externas
- Página oficial

1. ↑  Nota 1